# ミルドレッド・ナトウィック
ミルドレッド・ナトウィック（Mildred Natwick、1905年6月19日 - 1994年10月25日）は、アメリカ合衆国の女優。

## 死去
1994年10月25日にマンハッタンの自宅で癌で亡くなる。
メリーランド州ボルチモアのロレーヌ公園墓地（Lorraine Park Cemetery）に埋葬された。

## 出演作品
- 危険な関係
- キスミー・グッバイ
- 探偵スヌープ姉妹（グェンドリン・スヌープ）※TVシリーズ
- デイジー・ミラー
- ニセ札どんでんがえし大作戦
- 火曜日ならベルギーよ
- 裸足で散歩
- ハリーの災難（アイヴィ・グレイヴリー）
- ダニー・ケイの黒いキツネ
- 静かなる男
- すべての旗に背いて
- 一ダースなら安くなる
- 黄色いリボン
- 三人の名付親
- モナリザの微笑
- ボストン物語
- 青春の宿
- 果てなき船路